# Districtul Kolubara
Districtul Kolubara (în sârbă Колубарски округ (Kolubarski okrug) este o unitate administrativ-teritorială de gradul I a Serbiei. Reședința sa este orașul Valjevo. Cuprinde 6 comune care la rândul lor sunt alcătuite din localități (orașe și sate).

## Comume
- Osečina
- Ub
- Lajkovac
- Valjevo
- Mionica
- Ljig